# Дзаккария, Антонио Мария
Антонио (Антоний) Мария Дзаккария (итал. Antonio Maria Zaccaria, 1502, Кремона, Кремона — 5 июля 1539, Кремона, Кремона) — итальянский святой католической церкви.

## Биография
Антонио родился в городке Кремона в Миланском герцогстве. Когда ему было два года его отец умер и он воспитывался матерью. В раннем возрасте Антонио принял обет целомудрия. Он изучал философию в университете города Павия, а с 1520 года изучал медицину в университете Падуи. После окончания обучения Антонио работал медиком в родной Кремоне в течение трёх лет.
В 1527 году Антонио начал религиозное обучение, чтобы в дальнейшем получить сан священника. Благодаря своим широким познаниям и основательному христианскому воспитанию уже через год он был рукоположён. В последующие два года он работал в больницах и благотворительных учреждениях для бедных, а в 1530 году стал духовным наставником графини Людовики Торелли из Гвасталлы, вслед за которой переехал в Милан. Там он основал три религиозных ордена: для мужчин (Регулярные клирики святого Павла, более известные как варнавиты), для женщин (Ангельские сёстры святого Павла) и для женатых мирян. Их основной целью была духовное воспитание общества того времени.
Со временем варнавиты стали подвергаться критике за злоупотребления авторитетом церкви, а самого Дзаккария, как основателя ордена, дважды подвергали проверке на ересь, и оба раза он был оправдан. В 1536 году он покинул пост главы ордена и отправился в город Виченцу, где реформировал два женских монастыря. В Виченце Антонио проповедовал среди мирян некоторые забытые церковные традиции, в том числе звон церковных колоколов в три часа дня по пятницам, в память о распятии Христа.
В 1539 году, во время поездки в Гвасталлу, Дзаккария заболел лихорадкой. Его здоровье стало резко ухудшаться и 5 июля того же года он умер в Кремоне в возрасте 37 лет.
Антонио был похоронен в монастыре Анджелика-ди-Сан-Паоло в Милане. Позже его мощи были перенесены в церковь апостола Варнавы в Милане, где находится поныне.

## Прославление
Вскоре после смерти Антонио был признан святым среди варнавитов, но его культ не был подтверждён до 3 января 1890 года, пока папа Лев XIII не беатифицировал его. Спустя семь лет, 27 мая 1897 году, тот же понтифик канонизировал Антонио Мария Дзаккария.
День памяти — 5 июля.